# Ulica Dyrekcyjna w Katowicach
Ulica Dyrekcyjna w Katowicach (do 1922 Direktionstraße, po wojnie Ignacego Daszyńskiego, 1980–1990 Wojciecha Korfantego) – jeden z najbardziej znanych deptaków w katowickiej dzielnicy Śródmieście (obok ul. Staromiejskiej i ul. Stawowej). Nazwa ulicy pochodzi od Dyrekcji Okręgu Kolei Królewskich, która miała tu swoją siedzibę od 1895.

## Przebieg
Rozpoczyna swój bieg obok Hotelu Monopol i starego dworca kolejowego – skrzyżowanie z ul. Dworcową. Następnie krzyżuje się z ul. Staromiejską (również deptak), kończy bieg przy skrzyżowaniu z ulicą Warszawską, niedaleko Teatru Śląskiego.

## Historia

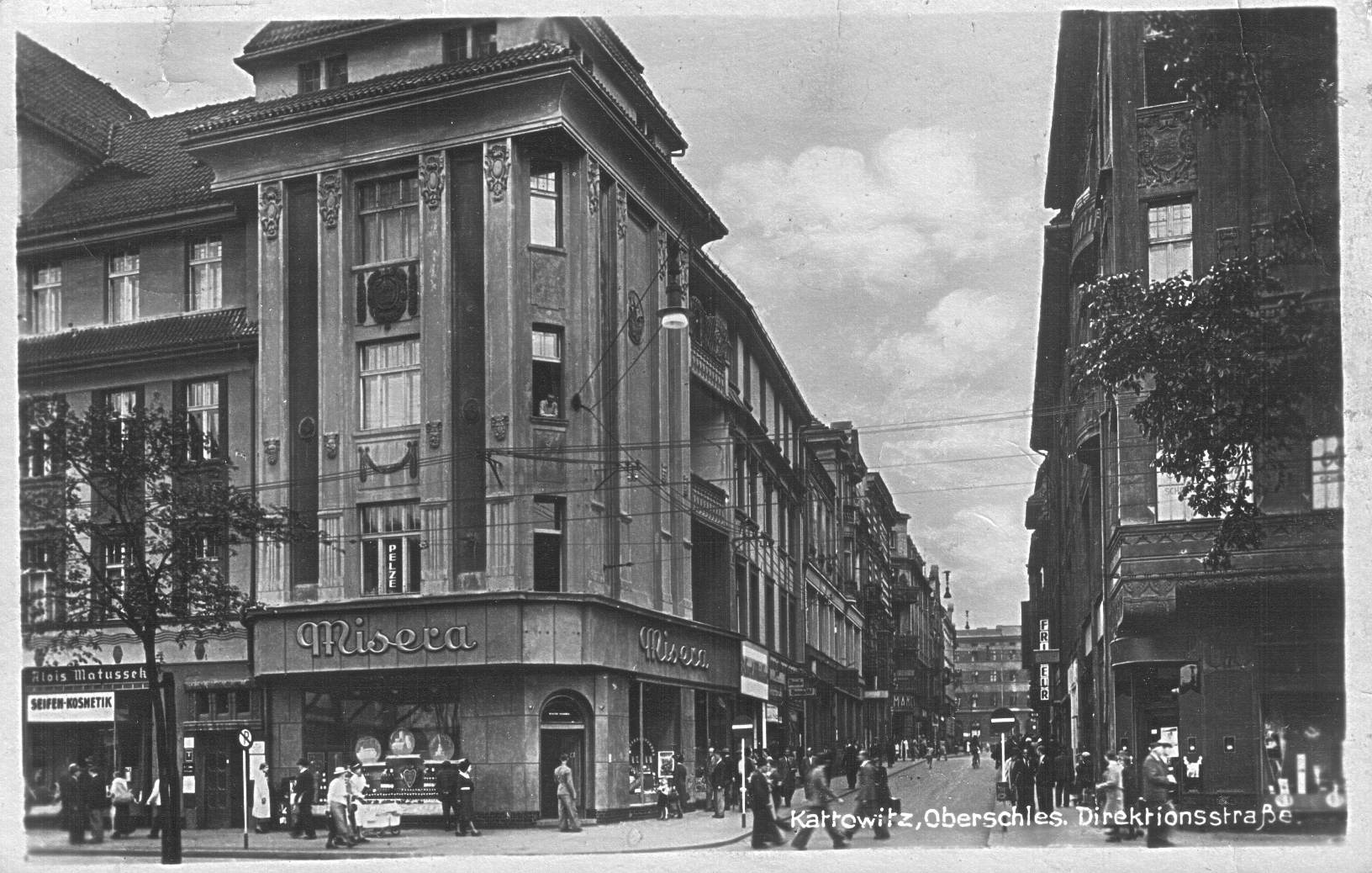
Skrzyżowanie ul. Dyrekcyjnej i ul. Warszawskiej na pocztówce z pocz. XX w.

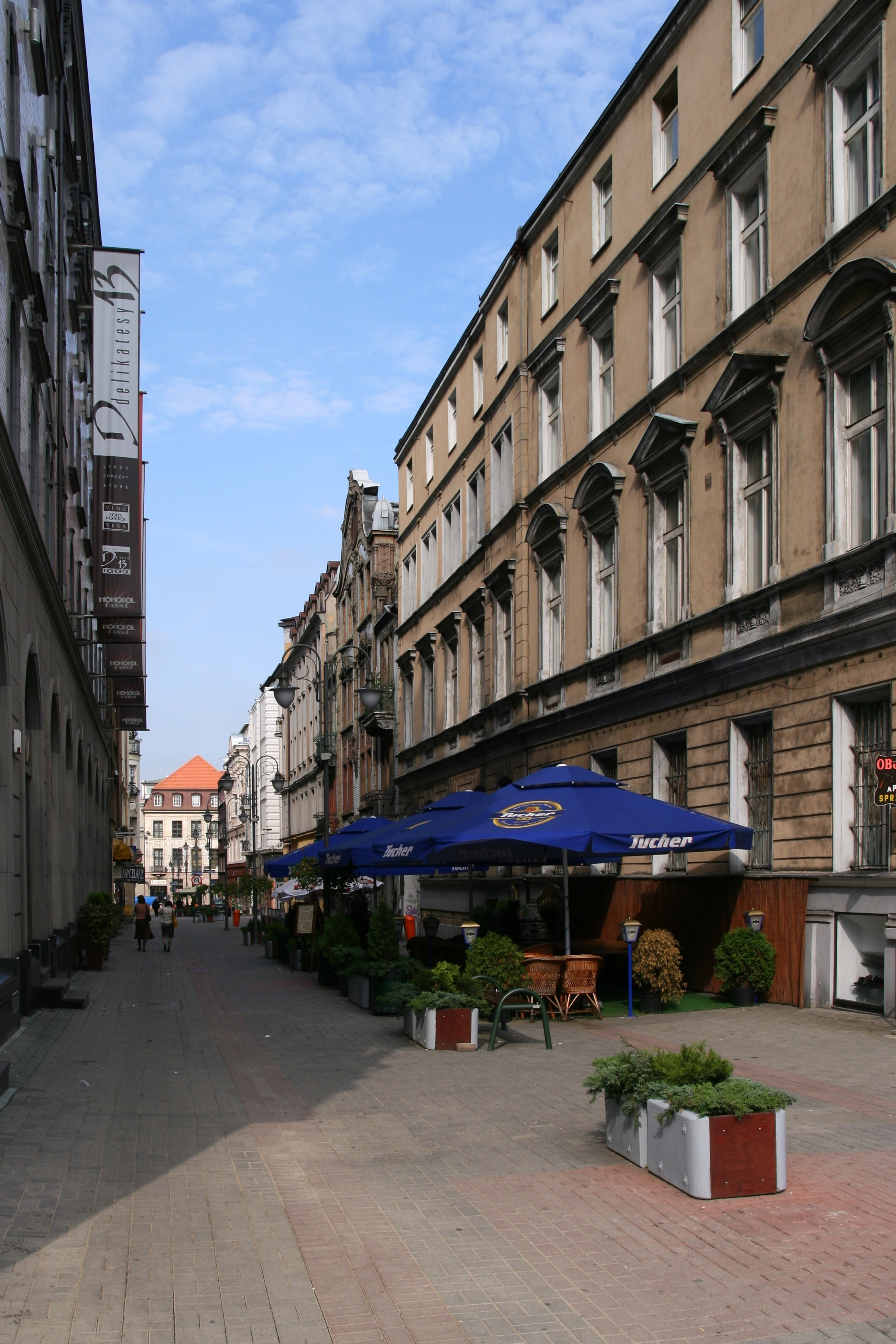
ul. Dyrekcyjna (widok od strony ul. Dworcowej)

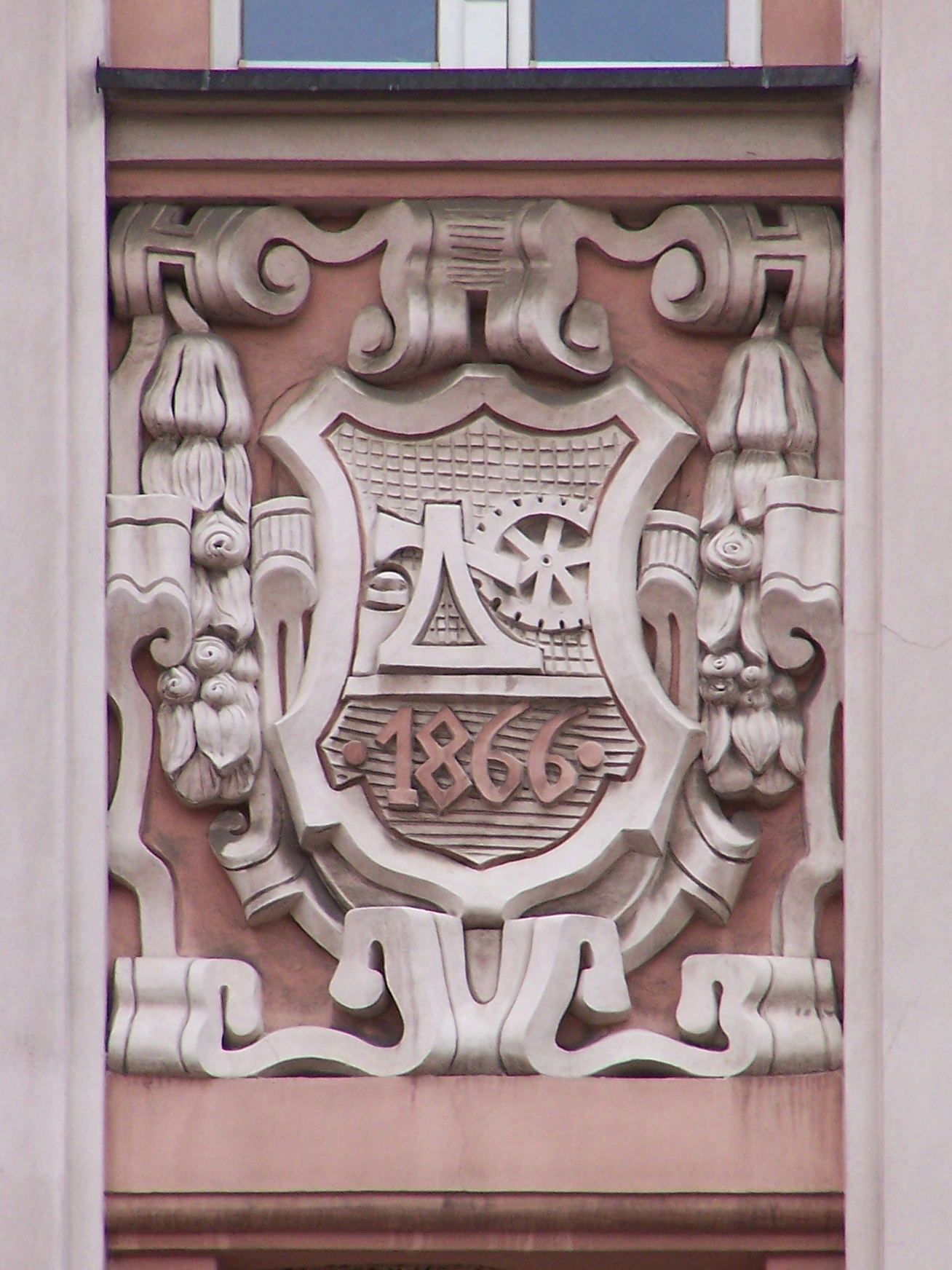
Herb Katowic na kamienicy przy ul. Dyrekcyjnej 10 (zbud. w 1906 w pracowni Ignatza Grünfelda)

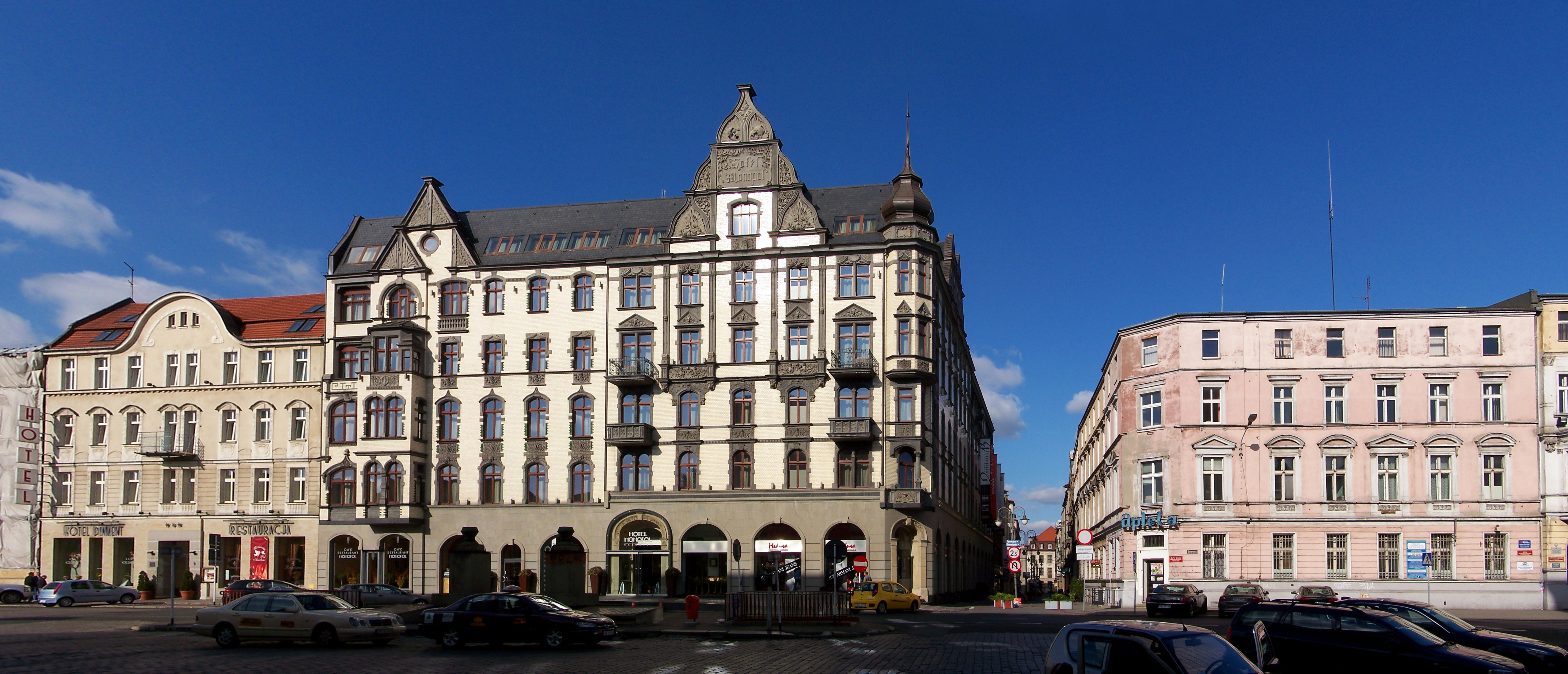
Wlot w ul. Dyrekcyjną obok Hotelu Monopol (widok z ul. Dworcowej)

Ulica do 1922 i w latach 1939–1945 nosiła nazwę Direktionstraße, w dwudziestoleciu międzywojennym Dyrekcyjna, od 11 października 1946 Ignacego Daszyńskiego, od 1980 Wojciecha Korfantego. Uchwałą Rady Miasta Katowice z 8 października 1990 przywrócono nazwę Dyrekcyjna. W 1935 pod numerem 2 istniała drukarnia "Barbara" Haliny Czaplickiej (zlikwidowano ją w 1942). W latach międzywojennych pod numerem 1 mieściły się Wydziały Cywilne Sądu Okręgowego, pod numerem 4 – Szwajcer i Ska, oferująca wyroby czekoladowe, pod numerem 3 – biuro sprzedaży Fabryki Chemicznej Erich A. Kollontay, pod numerem 7 – sklep Wedla.
W sierpniu 1931 w "Miesięczniku Literackim" ukazał się reportaż pod tytułem Z Górnego Śląska, w którego fragmencie została opisana ulica Dyrekcyjna:

Krótka i szeroka ulica − Dyrekcyjna, prowadząca od dworca na aleję Piłsudskiego, niby grobla dla wybranych, znaczonych klejnotem dolarowego szlachectwa. Ta grobla spręża się w jakiś most zwodzony, ujęty w złocone ramy kosztownych magazynów i wielkokawiarnianych jazzów, zalany jaskrawym światłem kinkietów, powolny setkom uprzywilejowanych, tratujących tę drogę, nawet środkiem jezdni, oporny dla fali pracy, omijającej − z dworca i na dworzec − szerokim łukiem bocznic promenadę. Śród nocy i chłodu widna, roztańczona i rozbawiona ulica−grobla pęcznieje użyciem i beztroską.

We wrześniu 1931 miesięcznik został przez władze zamknięty.

## Zabytki i instytucje
Przy ulicy Dyrekcyjnej znajdują się następujące historyczne obiekty:
- Kamienica mieszkalna (ul. Dyrekcyjna 1)[10].
- Zabytkowa kamienica (nr rej.: 1526/93 z 30 kwietnia 1993) kompleksu Hotelu Monopol, wzniesiona około 1900 (ul. Dyrekcyjna 2)[11]. W latach międzywojennych w budynku swoją siedzibę miała kolektura W. Kaftal i Ska[5].
- Kamienica mieszkalno-handlowa (ul. Dyrekcyjna 3)[10], wzniesiona w 1905 według projektu powstałego w firmie budowlanej Ignatza Grünfelda, w stylu secesyjnym. Wybudowano ją na planie litery "U", zintegrowana została z tylną oficyną (razem tworzą czworobok zabudowy). Zwartą bryłę nakryto dachem dwuspadowym oraz zwieńczono szczytem ozdobnym usytuowanym na osi. Osie skrajne na ostatniej kondygnacji cofnięto w stosunku do lica budowli. W latach międzywojennych w budynku swoją siedzibę miała restauracja Urbach (później pod nazwą Rachela)[5].
- Kamienica mieszkalna (ul. Dyrekcyjna 4)[10].
- Narożna kamienica mieszkalna (ul. Dyrekcyjna 6, ul. Staromiejska 9)[10].
- Kamienica mieszkalno-usługowo-biurowa (ul. Dyrekcyjna 9)[10], wzniesiona według projektu Ignatza Grünfelda. Przed 1913 w budynku istniał Kattowitzer Bank verein Gesellschaft, od 1925 do 1926 – bank francusko-polski (Banque Franco-Polonaise[12]) i Bank Udziałowy[5] oraz konsulat Francji[13].
- Zabytkowa kamienica mieszkalna (ul. Dyrekcyjna 10, nr rej.: A/1566/94 z 30 grudnia 1994[14]; obecnie A/1250/23[15]), wzniesiona w 1906 według projektu opracowanego w firmie budowlanej Ignatza Grünfelda, w stylu modernizmu z elementami secesji; została nadbudowana w latach 1935–1939[11] (jej właścicielem był kupiec Leopold Altmann). Wybudowano ją na nieregularnym planie zbliżonym do prostokąta. Bryła jest prosta urozmaicona narożnym wykuszem. Parter elewacji frontowej przebudowano i oblicowano piaskowcem. W latach międzywojennych w budynku swoją siedzibę posiadało towarzystwo „Katowicki Handel Żelaza”[5] i sklep z konfekcją męską Friemla[7].
- Budynek Hotelu Monopol przy ul. Dworcowej 5, na rogu z ul. Dyrekcyjną (na jego miejscu istniał pierwszy budynek przy tej ulicy – willa Abrahama Ariana).
- Budynek dawnej administracji kolei (ul. Dworcowa 3, róg z ul. Dyrekcyjną), wzniesiony w latach siedemdziesiątych XIX wieku w stylu późnego klasycyzmu, przebudowany w 1894[10].

Siedzibę przy tej ulicy ma także Galeria Architektury SARP.